# 주권회복을 도모하는 모임
주권회복을 도모하는 모임(일본어: 主権回復を目指す会)는 일본의 우익단체이다. 대표는 니시무라 슈헤이이다.

## 활동
2004년 중국의 대규모 반일시위 때부터 활동을 시작하여 이후 재일한국인 참정권 반대, 일본군 위안부 강제성 부정, 난징대학살 부정등의 내용을 담은 길거리 연설과 시위를 하고 있다. 2006년에는 민단의 영주외국인 참정권 인정촉구시위에 맞서 반대시위를 벌였으며, 실제행동에서 넷우익출신인 사쿠라이 마코토가 대표로 있는 자이니치특권을 용납하지 않는 시민의 모임등과 손을 잡고 있다.
정치적 시위 외에 한국인 민간관광객이나 재일동포를 상대로 한 폭언과 공공 인종차별행위도 빈번하게 저지르고 있다.
2008년에 대마도에서 한국 민간인 관광객을 상대로 폭언과 협박, 난동을 저질
렀으며, 2009년 18일에도
다시 한국관광객을 상대로 같은 짓을 저지르는 모습이 유튜브를 통해 공개되어, 대한민국 국내언론을 통해 알려졌다.
2009년 12월 4일에는 교토의 조선 제1초급학교(초등학교)에 시와의 협의에 따라 운동장으로 쓰고 있던 공원을 학교가 불법점거하여 불편을 겪고 있다는 익명 메일을 빌미로 하여 건장한 청년들이 학교뒷문에 난입해 어린이를 상대로 폭언과 협박을 일삼고, 스피커 줄을 끊고 단상을 집어던지는 등의 기물파손을 일삼았다. 원래는 "행동하는 보수"로 함께 활동했으나, 관서출신 차별과 조직폭력배와 손을 잡고있다는 이유로 재특회 쪽에서 관계를 단절했다. 현재는 애국의 가치를 폄하한다며 재특회를 비판하는 중이긴 한데 이쪽도 수요집회를 반대하는 등 '그런' 분류이다.
 

## 같이 보기
- 사쿠라이 마코토
- 이시하라 신타로
- 일본의 우익 단체
- 일본의 전쟁 범죄